# Collette McCallum
Collette McCallum (Glasgow, 26 marzo 1986) è un'ex calciatrice australiana, di ruolo centrocampista, vestendo per dieci anni la maglia della Nazionale australiana.

## Biografia
Collette McCallum nasce a Glasgow, in Scozia, ma cresce a Perth, nell'Australia Occidentale, dove si appassiona al gioco del calcio.

## Carriera

### Club
Dopo aver iniziato la carriera in Australia ed aver tra le altre giocato nella sezione di calcio femminile del New South Wales Institute of Sport di Sidney, nel 2008 decide di trasferirsi negli Stati Uniti d'America per sottoscrivere un contratto con il Pali Blues, squadra studentesca di calcio femminile della Palisades Charter High School, Pacific Palisades, Los Angeles, (California)
Dopo il suo debutto, grazie alla vittoria per 2 a 0 sul Ventura County Fusion, la squadra venne selezionata per partecipare alla W-League dell'United Soccer Leagues, secondo livello del calcio professionistico femminile nordamericano, che al termine della stagione la vedrà vincitrice del torneo. Con le Pali Blues scende in campo 8 volte riuscendo a mettere a segno 5 reti.
A fine campionato decide di tornare in Australia accettando la proposta del Perth Glory, sezione femminile dell'omonimo club di Perth, di giocare nella W-League australiana, neofondato massimo livello del campionato australiano femminile di calcio. Con le biancoviola rimane per la stagione 2008-2009 conclusasi al settimo e penultimo posto e con un tabellino personale di 10 presenze e due gol realizzati.
Nel 2009 McCallum decide di ritornare negli Stati Uniti accettando la proposta dello Sky Blue, società di calcio professionistico con sede a Piscataway, nel New Jersey, che si è iscritta alla neofondata Women's Professional Soccer. Il club al termine della stagione di debutto riuscirà a concludere al primo posto, massimo risultato ottenuto dalla società.
Nel febbraio 2010 l'allora commissario tecnico della Nazionale australiana Tom Sermanni, durante una trasmissione radiofonica per Radio Fremantle dichiarò l'intenzione di McCallum di non rinnovare il contratto con lo Sky Blue FC per rimanere in Australia. Si accorda nuovamente con il Perth Glory dove rimane due stagioni consecutive (2009 e 2010-2011) concludendo il campionato rispettivamente al sesto e quinto posto. In questo periodo McCallum colleziona 14 presenze complessive siglando 3 reti.
Nel 2012 decide ancora di andare a giocare all'estero, accordandosi con le Lincoln Ladies, società britannica con sede a Lincoln, nel Lincolnshire, Midlands Orientali (Inghilterra) e che allora partecipava alla FA Women's Premier League Northern Division, terzo livello del campionato inglese femminile di calcio. Con le britanniche rimane nella prima parte della stagione 2012–2013 congedandosi prima del termine dell'anno solare con 8 presenze ed un gol.
Torna quindi in Australia per indossare nuovamente la maglia del Perth Glory, squadra nella quale conclude la carriera nel 2014.

### Nazionale
Dopo aver giocato nelle rappresentative giovanili (Under-19: 25 presenze e 13 gol; Under-20: 38 presenze e 7 gol), ha esordito nella Nazionale maggiore nel gennaio del 2005, quando l'Australia fu sconfitta per 3-0 dalla Cina.
Ha partecipato ai Campionato mondiale Under-19 del 2004 e Under-20 del 2006, al torneo continentale asiatico del 2006 e ai Mondiali del 2007 e del 2011.
Gioca la sua ultima partita con le Matildas il 7 luglio 2015, dando il suo definitivo addio al calcio giocato.